# Pesquera de Ebro
Pesquera de Ebro ist ein ca. 20 bis 30 Einwohner zählendes Dorf in der Gemeinde Valle de Sedano in der spanischen Provinz Burgos in der Autonomen Gemeinschaft Kastilien-León. Aufgrund seiner Lage und seines mittelalterlichen Ortsbildes wurde der Ort im Jahr 1993 als Kulturgut (Bien de Interés Cultural) in der Kategorie Conjunto histórico-artístico anerkannt. 

## Lage
Der Ort Pesquera de Ebro befindet sich in einer Höhe von circa 640 m ü. d. M. in einem Tal am Oberlauf des Flusses Ebro etwa 68 km (Fahrtstrecke) nördlich von Burgos nahe der Grenze zur Region Kantabrien. Die Entfernung nach Sedano, dem Hauptort der Gemeinde, beträgt ca. 28 km.

## Bevölkerungsentwicklung
Mitte des 19. Jahrhunderts hatte der Ort noch ca. 100 Einwohner.

## Wirtschaft
Die Bewohner des Ortes lebten über Jahrhunderte als Selbstversorger von der Landwirtschaft, zu der auch ein wenig Weinbau und Viehzucht gehörte, und vom Fischfang (pesca). Mittlerweile ist der Tourismus in Form der Vermietung von Ferienwohnungen (casas rurales) zu einer wichtigen Einnahmequelle geworden.

## Geschichte
Die erste Erwähnung von Pesquera de Ebro findet sich in einer Urkunde des Jahres 941; bereits dort ist auch von einer Brücke die Rede. Im 17. und 18. Jahrhundert erlebte der Ort seine Blütezeit. Bereits im 18. Jahrhundert gehörte der Ort zur Verwaltungseinheit ‚Valle de Sedano‘, die jedoch im 19. Jahrhundert wieder verschwand. In den 1970er Jahren wurde Pesquera de Ebro erneut in die wiedererstandene Gemeinde eingemeindet.

## Sehenswürdigkeiten

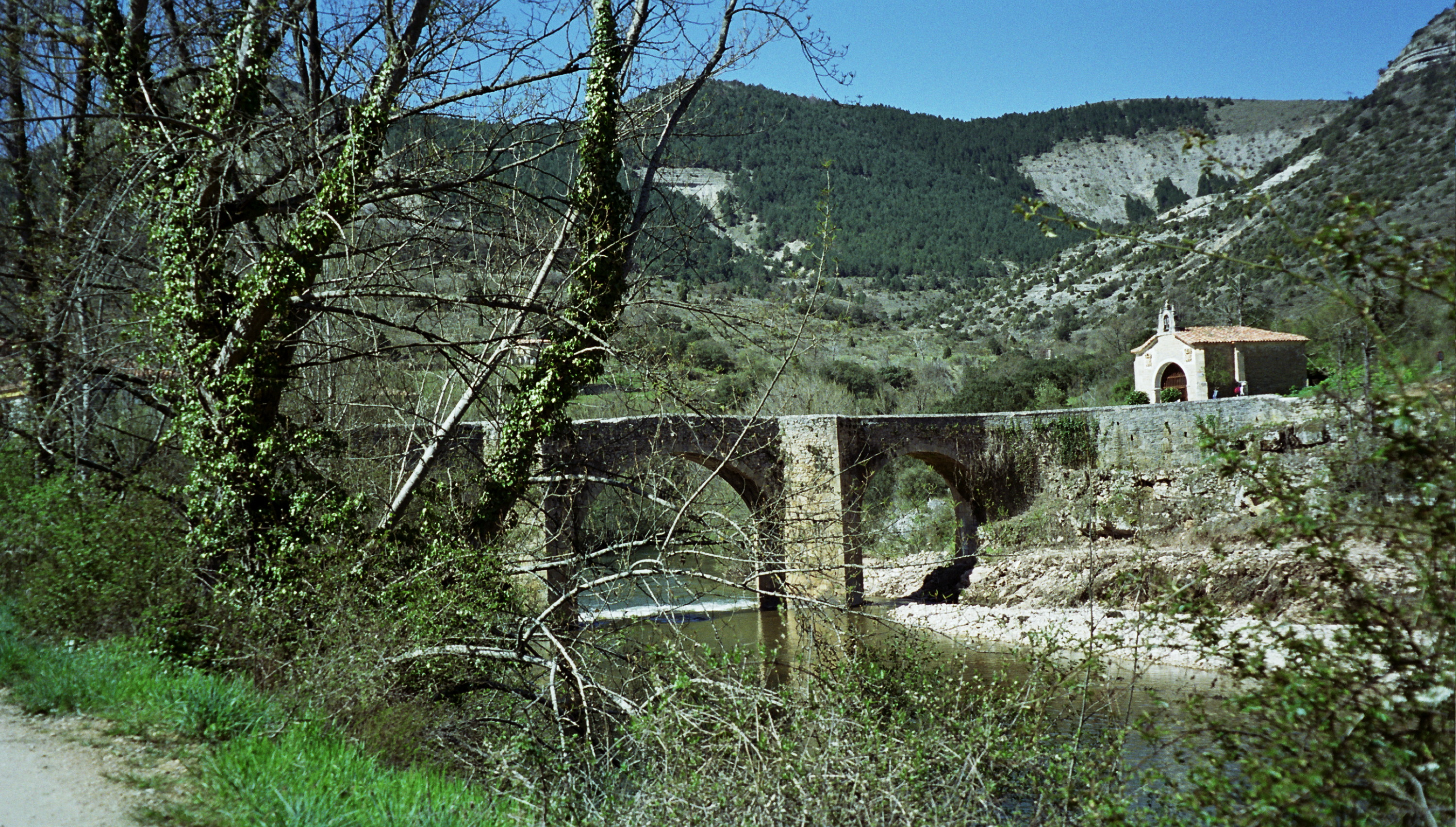
Brücke über den Ebro

- Der Ort beeindruckt durch seine verwinkelten Gassen und seine Lage im Tal des Ebro. Entlang der Uferzone breiten sich mehrere Felder aus.
- Die im Mittelalter und in der Neuzeit immer wieder ausgebesserte Brücke ist noch heute in Betrieb.
- Die kleine Pfarrkirche San Sebastián ist aus nur grob behauenen Bruchsteinen errichtet. Über dem aus exakt behauenen Steinmaterial gefügten Renaissanceportal mit Dreiecksgiebel erhebt sich ein dreigeteilter Glockengiebel (espadaña). Das Altarretabel aus der Kirche befindet sich heute im Museo del Retablo in Burgos.
- Auf einem abgetreppten quadratischen Sockel vor der Kirche steht ein barockes Kalvarienkreuz.
- Im Ort gibt es mehrere Gebäude mit steinernen Wappenschilden aus dem 17. und 18. Jahrhundert.

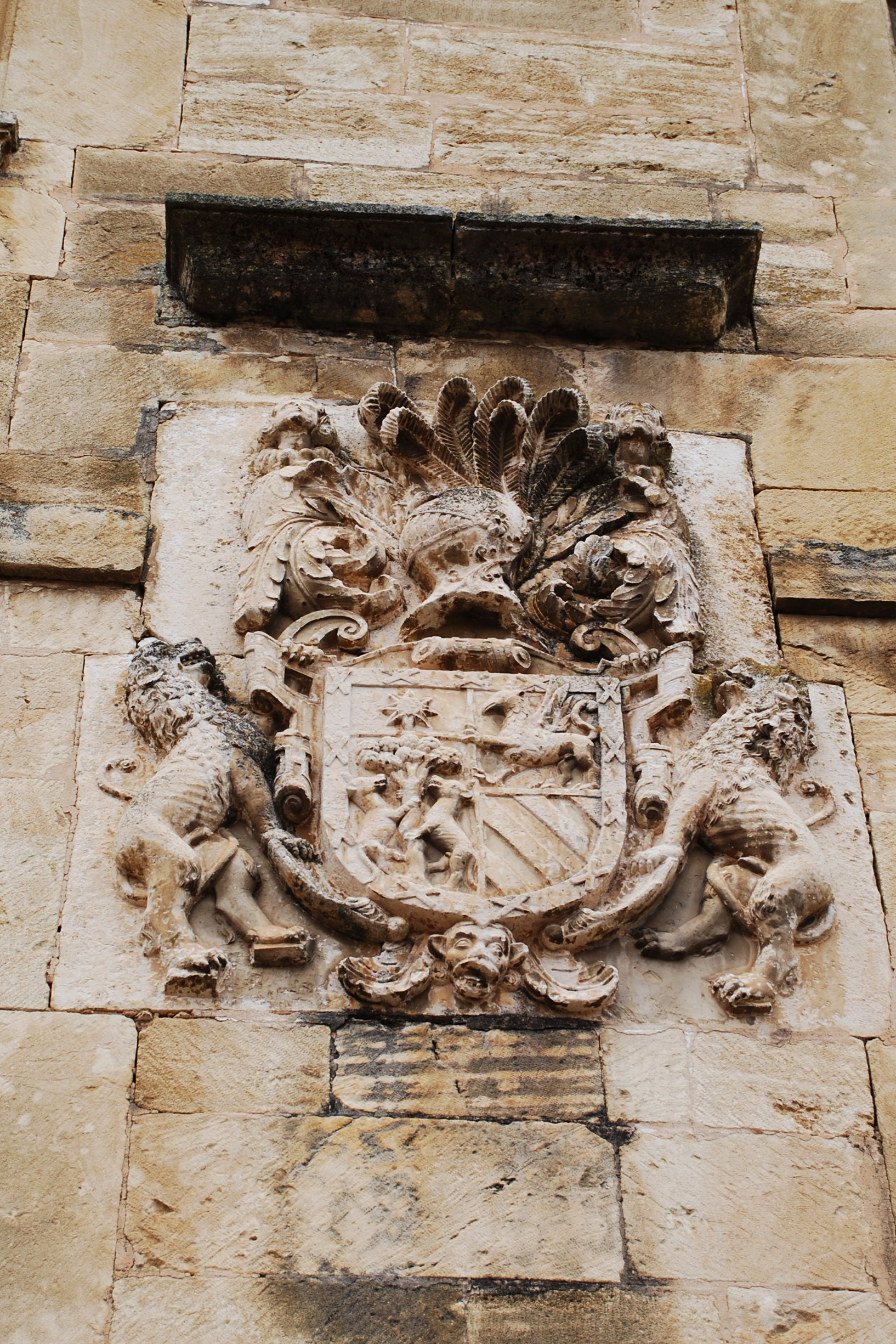
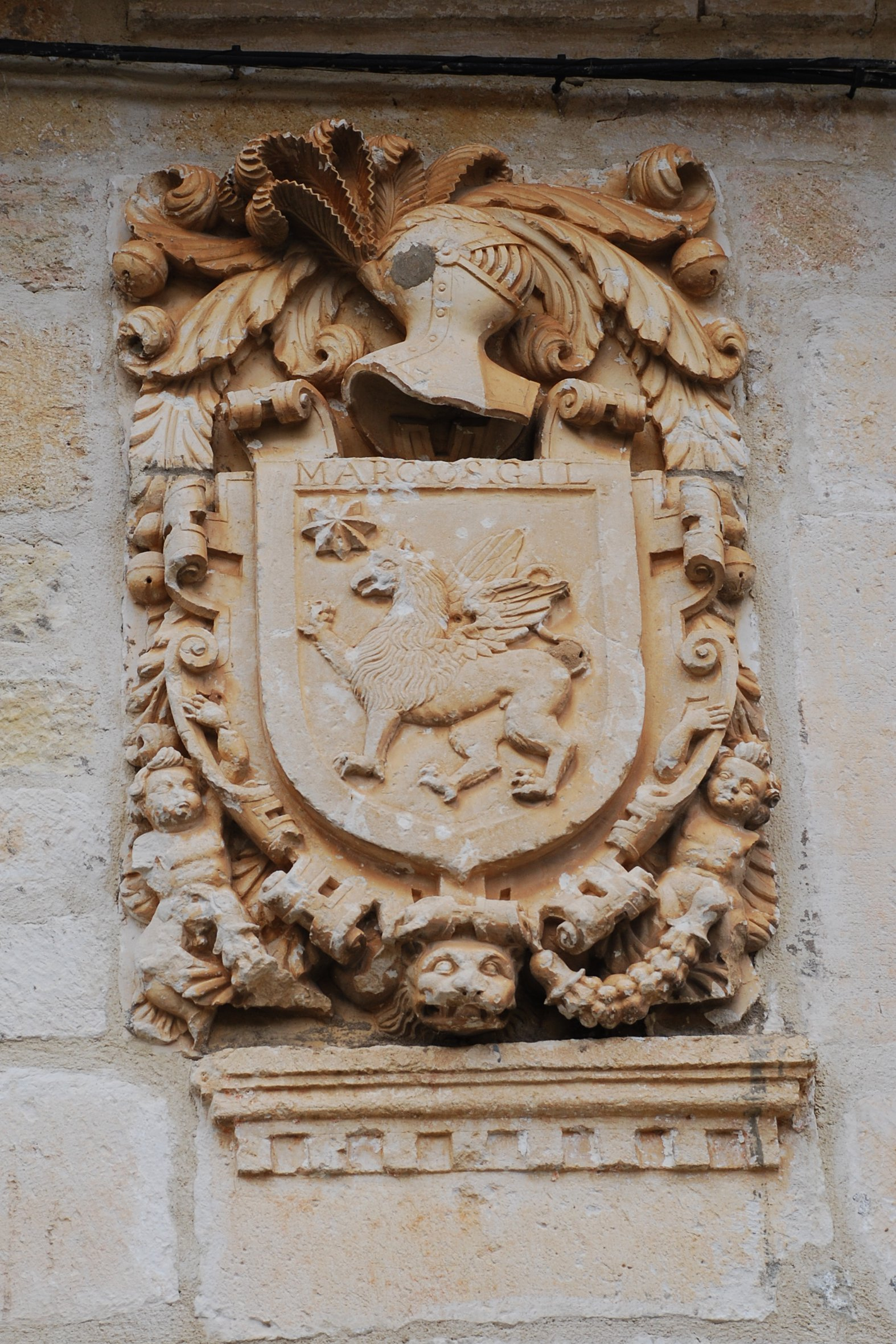
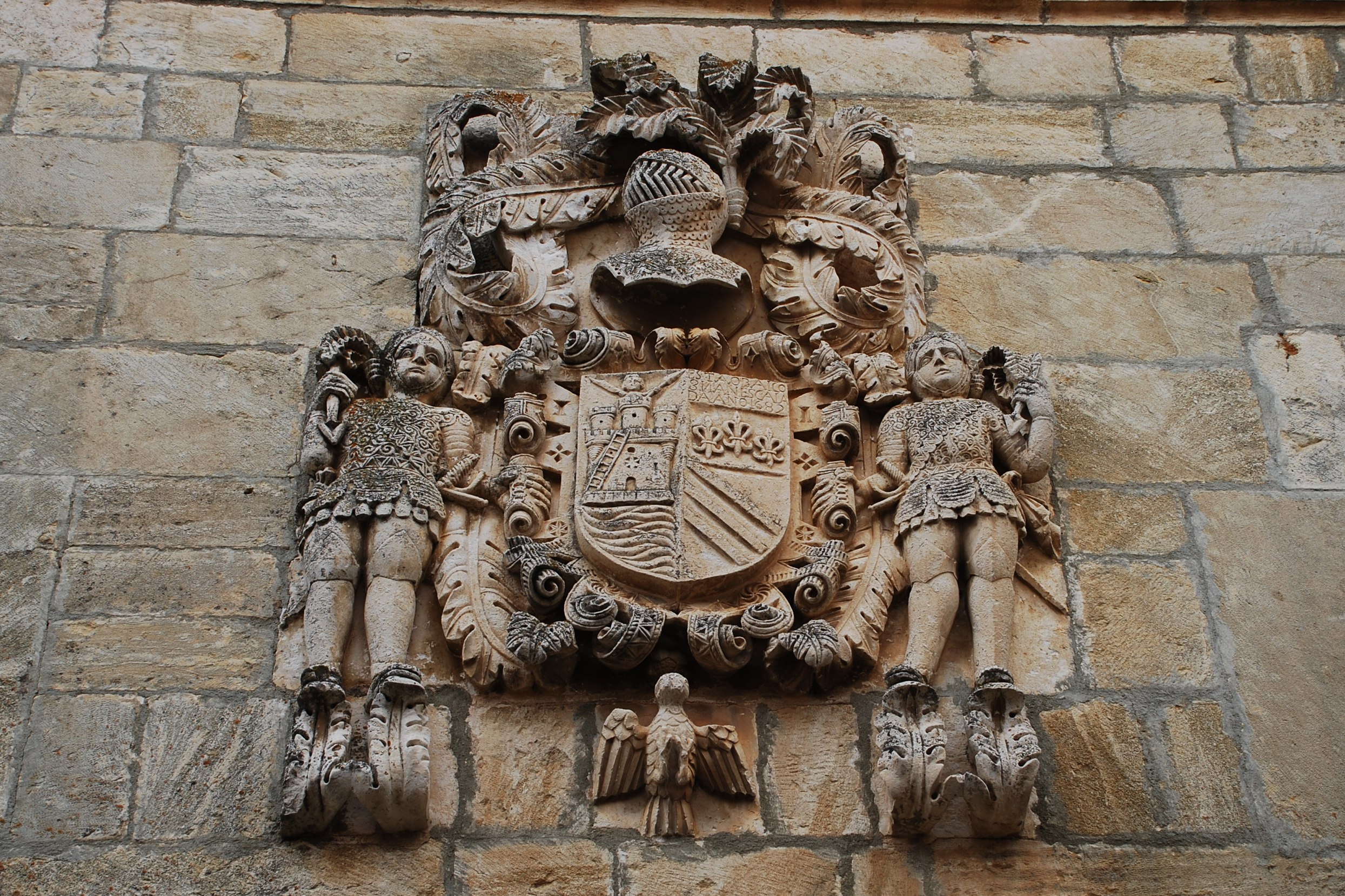
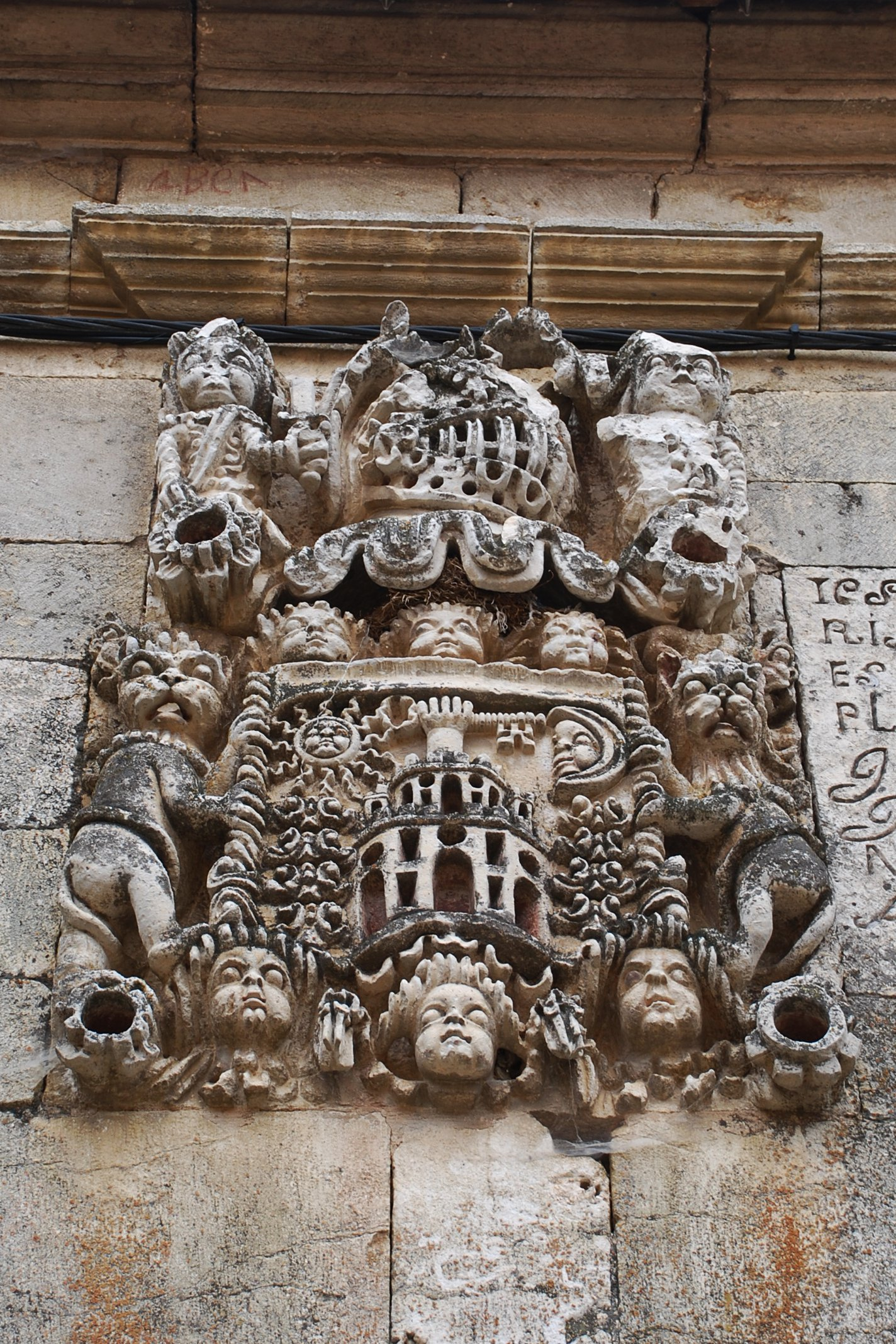